# Anthurium imperiale
Anthurium imperiale är en kallaväxtart som beskrevs av Friedrich Anton Wilhelm Miquel och Heinrich Wilhelm Schott. Anthurium imperiale ingår i släktet Anthurium och familjen kallaväxter. Inga underarter finns listade.